# Ермаков, Пётр Захарович
Пётр Заха́рович Ермако́в (1 (13) декабря 1884, пос. Верх-Исетский завод, Екатеринбургский уезд, Пермская губерния, Российская империя — 25 мая 1952, Свердловск, РСФСР, СССР) — русский революционер, один из непосредственных участников расстрела Николая II и его семьи и захоронения убитых.

## Биография
Родился в посёлке Верх-Исетского завода в семье рабочего местного завода.
Окончил пять классов церковно-приходской школы, с 1900 года работал на поселковом заводе в механическом цехе — сначала учеником слесаря, а потом слесарем по ремонту машин (до декабря 1905 года).
С 1905 года Пётр Ермаков начинает посещать организованный на ВИЗе нелегальный кружок, занятия в котором проходят под непосредственным наблюдением К. Т. Новгородцевой. В январе 1906 года вступает в РСДРП, одновременно став начальником боевой дружины Верх-Исетского завода. В августе 1907 года расправился со своим товарищем по партии Николаем Ериным, по кличке «Летний», который был уличён в сотрудничестве с жандармами. Арестовывается по подозрению в убийстве, но уже в мае 1908 года, за отсутствием улик, оказывается на свободе.
Вскоре Ермаков становится членом подпольного Екатеринбургского Комитета РСДРП, который переводит его на нелегальное положение. Ермакову отводится роль одного из руководителей боевиков, главной задачей которых были экспроприации. Самым ярким событием для Ермакова стала экспроприация заводской кассы в пользу Уральского Комитета РСДРП, в ходе которой было убито 6 человек и захвачено 12 400 рублей.
Во время провала Уральской партийной конференции в результате ареста её делегатов в конце марта 1909 года Ермаков вновь арестовывается и после годового тюремного заключения этапируется в ссылку, которую отбывает в городе Вельске Вологодской губернии.
В конце 1912 года по окончании срока ссылки вернулся в Екатеринбург. Однако вновь поступить на ВИЗ у него нет возможности — он зачислен в «чёрные списки». В скором времени нашёл себе работу в качестве агента по продаже в рассрочку швейных машин компании «Зингер», которая даёт ему возможность посещать многие квартиры, в числе которых были и конспиративные. Но помимо этой работы Ермаков разносил денежную помощь семьям политзаключённых.
Через некоторое время Ермаков оставляет работу агента и открывает в Опалихе (левобережный жилой район ВИЗа) собственное фотоателье. Однако довольно скоро заведение Ермакова привлекает внимание местной полиции, что вынуждает его закрыть салон и уехать в Кунгур. В Кунгуре некоторое время работает в частном фотоателье Д. Долгушева, а затем слесарем на паровой мельнице.
Возвратившись летом 1917 года в Екатеринбург и выдавая себя за политкаторжанина, Ермаков принимает активное участие в формировании красногвардейских отрядов в 4-м районе Екатеринбурга и становится командиром данного отряда в своём родном посёлке. Вместе с этим ещё весной 1917 года стал членом Районного и Городского Комитетов РСДРП (б), а также возглавил в своём районе Земельный Комитет ВИЗ (до ноября 1917 года).
Участник Гражданской войны. 25 декабря 1917 года Ермаков во главе Сводного отряда Красной Гвардии города Екатеринбурга направляется на «Дутовский фронт», где участвует в боевых операциях от Бузулука до Оренбурга.
В феврале 1918 года Ермакова вместе с отрядом, именуемым уже как 1-й Сводный Революционный отряд, отзывают в Екатеринбург и бросают на новый участок работы, суть которой заключается в проведении карательных экспедиций местного значения.
Весной того же года Ермаков во главе своего отряда вновь направляется на «Дутовский фронт», где вступает в командование 3-й Уральской дружиной, сформированной из рабочих-добровольцев 4-го Района Резерва Красной армии. Во время окружения около города Троицка у Черной речки 29 марта получил пулевое ранение в живот и до конца апреля 1918 года находился на лечении в госпитале города Троицка, после чего переводится в один из екатеринбургских стационаров.
В мае 1918 года назначен военным комиссаром 4-го района Резерва Красной армии г. Екатеринбурга. В данной должности Ермаков имел в своём непосредственном подчинении специальный отряд красногвардейцев численностью в 19 человек. Выписавшись из госпиталя в начале июня 1918 года, Ермаков вступает в командование отрядом, участвующим в подавлении Верх-Исетского восстания, после чего направляется в Невьянск с аналогичной задачей.
16 июля 1918 года был выбран членами Президиума Исполкома Уральского Облсовета как представитель РККА и человек, хорошо знающий окрестности Екатеринбурга в качестве ответственного за вывоз и тайное захоронение представителей царской семьи. 17 июля 1918 года стал непосредственным участником расстрела Николая II и его семьи.
Охранник А. Стрекотин вспоминал о расстреле Николая II и его семьи:

Тов. Ермаков, видя, что я держу в руках винтовку со штыком, предложил мне доколоть оставшихся в живых. Я отказался, тогда он взял у меня из рук винтовку и начал их докалывать. Это был самый ужасный момент их смерти. Они долго не умирали, кричали, стонали, передёргивались. В особенности тяжело умерла та особа — дама. Ермаков ей всю грудь исколол. Удары штыком он делал так сильно, что штык каждый раз глубоко втыкался в пол.
В своих воспоминаниях Ермаков рассказывает, что в 1906 году в Екатеринбурге существовала подпольная школа боевиков. Изучалось оружие, методы ведения уличных боёв, проводились практические занятия (стрельбы). Стрельбы проходили в лесу, в районе деревни Коптяки. Возможно поэтому через 12 лет для захоронения семьи бывшего императора был выбран именно этот район.
По собственным воспоминаниям, принял активное участие в уничтожении тел казнённых на Старой Коптяковской дороге.
В конце июля 1918 года отступает из Екатеринбурга вместе с частями Красной армии в сторону Перми, в августе 1918 года вместе со своим отрядом оборонял главную линию железной дороги около Кунгура. В конце 1918 года отряд Ермакова, получивший к тому времени наименование полка имени Малышева, вошёл в 30-ю бригаду 3-й Армии.
В 1919 году после открытия ранения отправлен в госпиталь. После лечения зачислен на должность комиссара караульного батальона 3-й Армии. В марте 1920 года отправлен реввоенсоветом на Западный фронт.
В апреле 1920 года был зачислен военкомбригом 23 бригады 8-й дивизии. Участвовал в боях на Березине. После ранения был зачислен комиссаром запасного полка 16-й Армии, где пробыл до июля 1921 года, а потом получил назначение военкомбригом 48 бригады 16-й Армии. В связи с открытием раны был направлен на излечение в г. Могилёв, а после выписки был отправлен на Урал, где в 1921—1922 годах организовывал работу кавалерийских курсов в должности комиссара. Демобилизован из рядов РККА по болезни в 1923 году.
В апреле 1923 года был назначен начальником губмилиции города Омска, где возглавлял ликвидацию групп уголовного бандитизма. С апреля 1924 года работает в Екатеринбурге заместителем Начальника Горно-Промышленной милиции губернского отделения. С декабря 1924 по май 1925 года — начальник административного отдела Челябинской окрмилиции. С мая 1925 года занимает аналогичную должность в Златоусте. С мая 1926 по сентябрь 1927 года — на аналогичной работе в городе Усолье Верхне-Камского округа.
Осенью 1927 года откомандирован в распоряжение НКВД г. Свердловска, назначен на должность инспектора мест заключения Уральской области и заместителя начальника исправительно-трудовых учреждений, также был начальником административно-строевого сектора.
С декабря 1934 года на пенсии. В Великую Отечественную войну занимал должность председателя военной секции Молотовского Райсовета ОСОАВИАХИМа г. Свердловска, которая позволяла ему проводить проверку военного обучения и инструктаж во всех организациях Молотовского района. Одновременно с этим был командиром народного ополчения Верх-Исетского завода.
Принимал участие в организации музея Я. М. Свердлова, где был членом ученого совета.
Умер 25 мая 1952 года от рака в Свердловске. Похоронен на Ивановском кладбище. Надгробный памятник на месте захоронения часто подвергается вандализму (обливается красной краской как символ пролитой крови царской семьи, чугунный барельеф давно отбит).
В советское время одна из улиц Свердловска носила имя Ермакова. После 1991 года улице возвращено историческое название — Ключевская.